# Revilla (Martinamor)
Revilla es una localidad del municipio de Martinamor, en la comarca de Tierra de Alba, provincia de Salamanca, España.

## Toponimia
Su nombre deriva de Ribileya, denominación con la que venía registrada en 1224 la localidad.

## Historia
La fundación de Revilla se remonta a la Edad Media, obedeciendo a las repoblaciones efectuadas por los reyes leoneses en la Alta Edad Media, que lo ubicaron en el cuarto de Allende el Río de la jurisdicción de Alba de Tormes, dentro del Reino de León.
Con la creación de las actuales provincias en 1833, Revilla, considerado ya una alquería perteneciente a Martinamor, quedó encuadrado en la provincia de Salamanca, dentro de la Región Leonesa.

## Demografía
En 2017 Revilla contaba con una población de 3 habitantes, de los cuales 2 eran varones y 1 mujer (INE 2017).
| Gráfica de evolución demográfica de Revilla entre 2000 y 2017 |
|                                                               |
| Población según los censos de población del INE.              |